# Zhang Yali
Zhang Yali (en chino: 張亞黎; 24 de febrero de 1964) es una deportista china que compitió en remo. Participó en los Juegos Olímpicos de Seúl 1988, obteniendo una medalla de bronce en la prueba de ocho con timonel.

## Palmarés internacional
| Juegos Olímpicos | Juegos Olímpicos     | Juegos Olímpicos  | Juegos Olímpicos |
| Año              | Lugar                | Medalla           | Prueba           |
| ---------------- | -------------------- | ----------------- | ---------------- |
| 1988             | Seúl (Corea del Sur) | Medalla de bronce | Ocho con timonel |